# Lewis (contea di Essex, New York)
Lewis è un comune (town) degli Stati Uniti d'America, situato nello stato di New York, nella contea di Essex.